# Spoorlijn St. Andreasberg West - St. Andreasberg Stadt
De spoorlijn St. Andreasberg West - St. Andreasberg Stadt was een tandradspoorweg in de Duitse stad Sankt Andreasberg in het Harzgebergte. Het werd geëxploiteerd door de St. Andreasberger Kleinbahn GmbH en was in bedrijf van 1913 tot 1959.

## Geschiedenis
Het eindpunt van de lijn Scharzfeld - St. Andreasberg, dat in 1884 werd geopend, was ver van de stad. Er was een groot hoogteverschil tussen het station en de stad. Daarom werd er een tandradspoorweg gebouwd met het Abt-systeem. De bouw begon op 1 april 1911 en de spoorweg werd geopend op 19 juli 1913. Aanvankelijk reden er dagelijks vijf paar treinen. Na de Eerste Wereldoorlog reden er nog maar drie en in de jaren 1920 nog maar twee. Na de Tweede Wereldoorlog werd de lijn als onrendabel geclassificeerd. Een ernstig ongeluk op de Drachenfelspoorlijn was de reden voor de sluiting van de lijn op 21 december 1958. De laatste trein zou op 23 april 1959 hebben gereden. Op 17 augustus 1959 werd de tandradbaan officieel stilgelegd en vervolgens ontmanteld.
Het stationsgebouw en de locomotiefloods in St. Andreasberg Stadt zijn bewaard gebleven.

## Rollend materieel
De spoorweg bezat twee Cn4vzt-stoomlocomotieven, die in 1912 door de firma Jung waren gebouwd met de fabrieksnummers 1780 en 1781. De twee tweeassige reizigerswagons werden in 1913 gebouwd door de Hannoversche Waggonfabrik. Alle voertuigen werden na de sluiting van de lijn gesloopt.

## Aansluitingen
In St. Andreasberg West was een aansluiting op de spoorlijn Scharzfeld - St. Andreasberg.